# Errina laterorifa
Errina laterorifa är en nässeldjursart som beskrevs av Katsuyuki Eguchi 1964. Errina laterorifa ingår i släktet Errina och familjen Stylasteridae.
Artens utbredningsområde är Södra Ishavet. Inga underarter finns listade i Catalogue of Life.